# Nathalie Phan-Thanh
Nathalie Phan-Thanh (2 april 1967) is een tennisspeelster uit Frankrijk.
In 1983 speelde ze op Roland Garros haar eerste grandslam, zowel op het enkelspel als met Pascale Paradis op het damesdubbelspel. Bij het enkelspel wist ze de allereerste set te winnen, maar kwam toch niet voorbij de eerste ronde. In 1986 kwam ze met Paradis wel tot in de tweede ronde op het US Open bij het dubbelspel.